# Писсарро, Камиль
Жако́б Абраа́м Ками́ль Писсарро́ (фр. Jacob Abraham Camille Pissarro; 10 июля 1830, остров Сент-Томас — 13 ноября 1903, Париж) — французский и (номинально) датский художник еврейского происхождения, один из первых и наиболее последовательных представителей импрессионизма и неоимпрессионизма. Единственный участник всех восьми групповых выставок импрессионистов с 1874 по 1886 год.

## Биография

### Начало пути

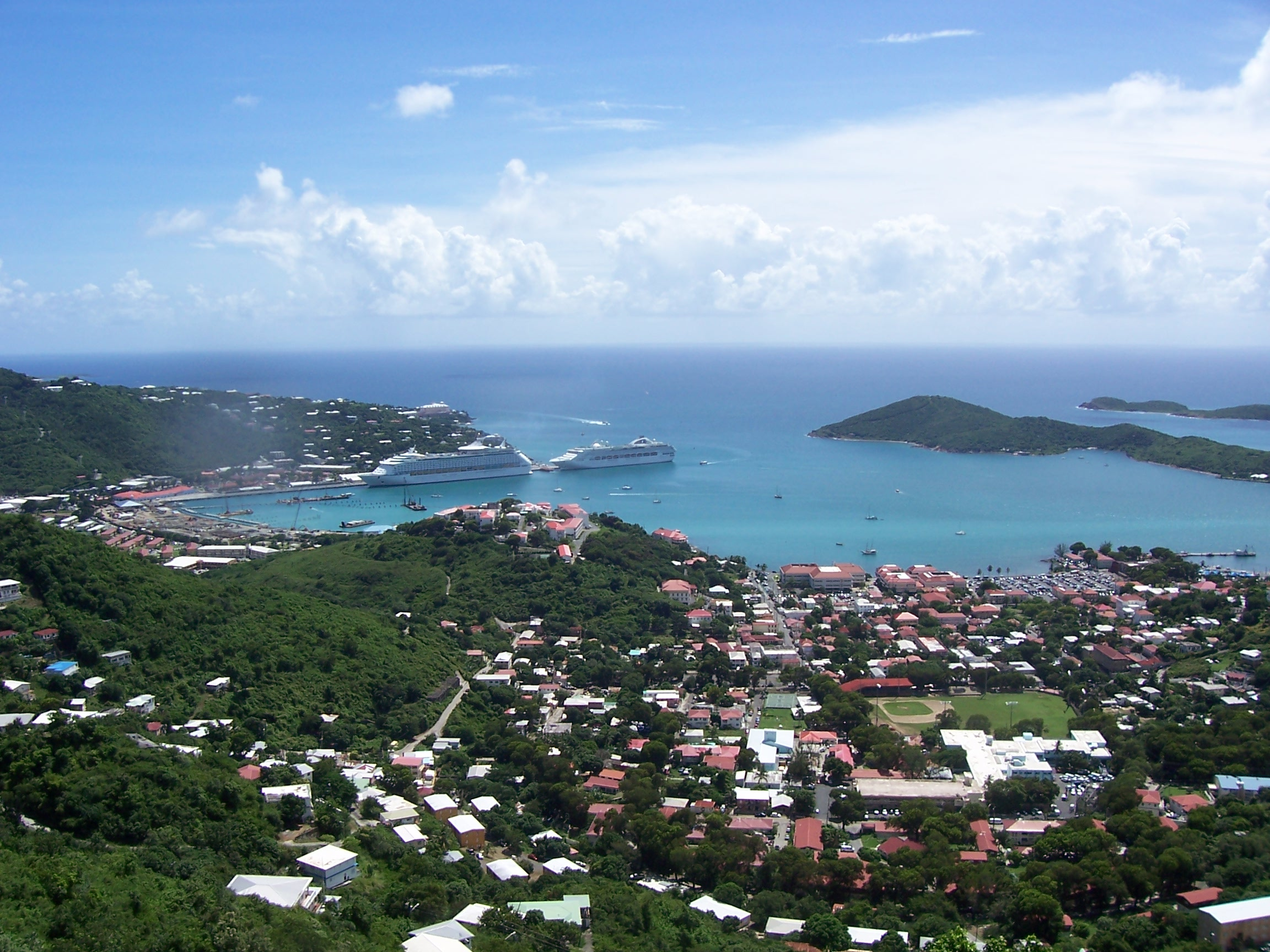
Современный вид города Шарлотта-Амалия, столицы острова Сент-Томас, где родился Камиль Писсарро.

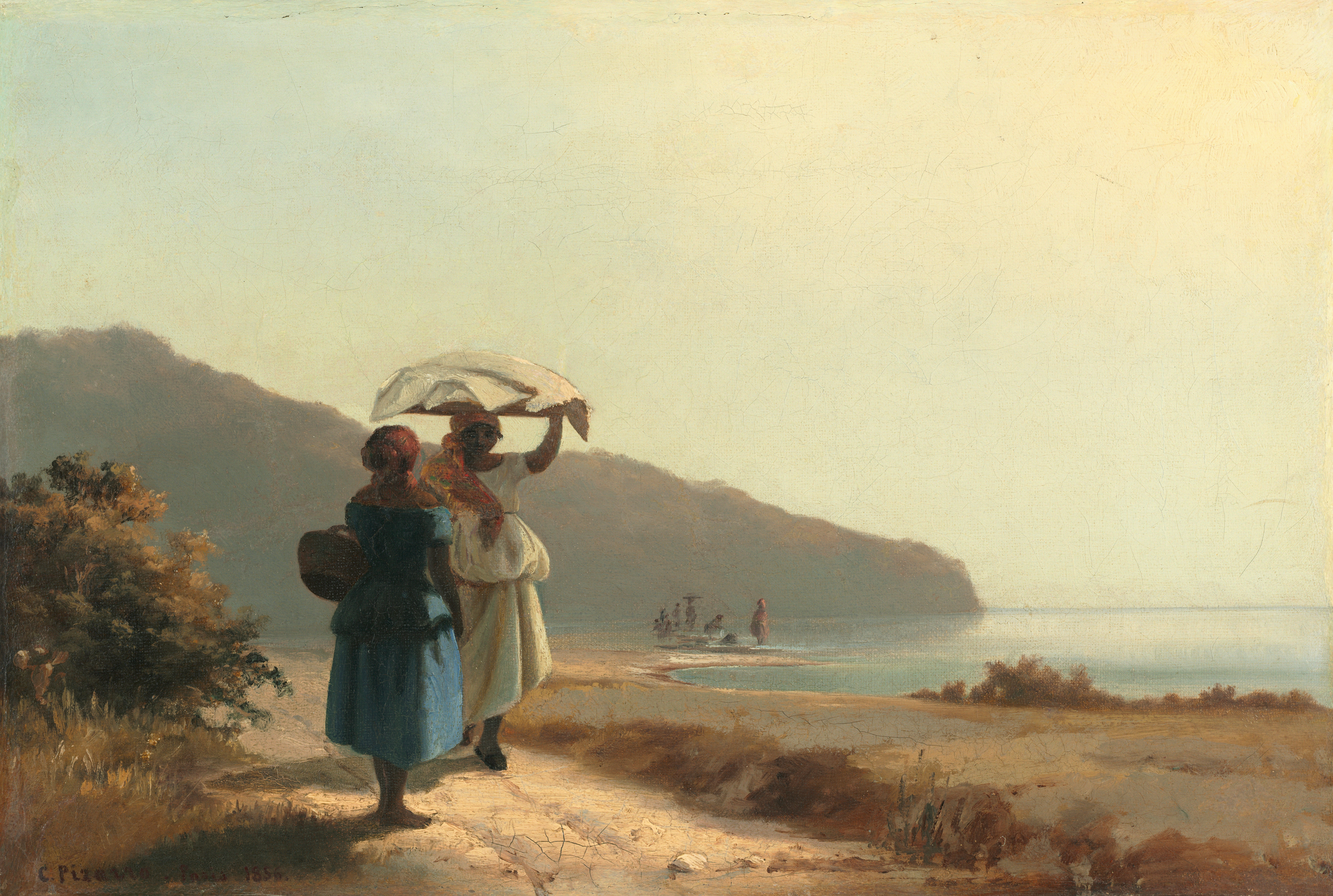
Сент-Томас. Две женщины идут по берегу моря. Ранняя картина Камиля Писсарро, 1856, Национальная галерея искусства, Вашингтон.

Камиль Писсарро родился 10 июля 1830 года на острове Сент-Томас в Датской Вест-Индии в обеспеченной еврейской семье. Его отец, Фредерик Писсарро был евреем-сефардом, чьи предки происходили из Португалии, и имел французское гражданство. Мать художника, Рахиль (Рашель) Мансано, происходила из франко-еврейской семьи, осевшей на датском острове Сент-Томас.
Её будущий муж, отец художника, прибыл на остров из Франции, чтобы унаследовать скобяную лавку своего покойного дяди, Исаака Пети, влюбился в его молодую вдову Рашель и женился на ней. Этот брак вызвал переполох в маленькой еврейской общине острова, так как являлся прямым нарушением религиозных правил. После смерти Писсарро-Старшего, его имущество, согласно завещанию, было разделено между местной синагогой и протестантской церковью Святого Томаса (апостола Фомы).
Когда Камилю исполнилось двенадцать лет, отец отправил его в частную школу во Францию. Он учился в академии Савари в Пасси под Парижем. Ещё будучи школьником, Писсарро заинтересовался искусством. Сам месье Савари, директор и владелец частной школы, давал ему уроки рисования и живописи, и предложил продолжать рисовать с натуры, когда он вернется обратно на Сент-Томас.
Окончив своё образование в частной школе, Писсарро вернулся обратно в Вест-Индию, где отец попытался задействовать сына в собственном бизнесе, нагрузив его работой клерка. В течение следующих пяти лет Писсарро пользовался любой возможностью попрактиковаться в рисовании во время перерывов в своей работе и вечером после неё.
Жизнь Писсарро круто изменилась, когда, в возрасте 21 года, он встретил прибывшего на Сент-Томас молодого датского художника Фрица Мельби. Два старших брата Фрица к тому времени были весьма известными художниками, из них Антон Мельби был учеником Камиля Коро. Именно Фриц Мельби по-настоящему разглядел в Писсарро талант художника, убедил его заниматься живописью на постоянной основе, став его учителем и близким другом. Писсарро оставил свою семью и работу клерка, и отправился вместе с Фрицем Мельби в Венесуэлу, где они прожили два года, арендуя общие студии, в столице, Каракасе, и портовом городе Ла-Гуайре.
В 1855 году Писсарро решил отправиться в Париж. Фриц Мельби предпочёл остаться в Венесуэле, но снабдил друга рекомендательными письмами к брату, Антону, который радушно встретил Писсарро в Париже, устроил помощником в собственную мастерскую и познакомил его с Камилем Коро.

### Знакомство с импрессионистами

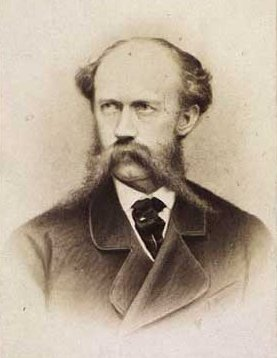
Фриц Мельби

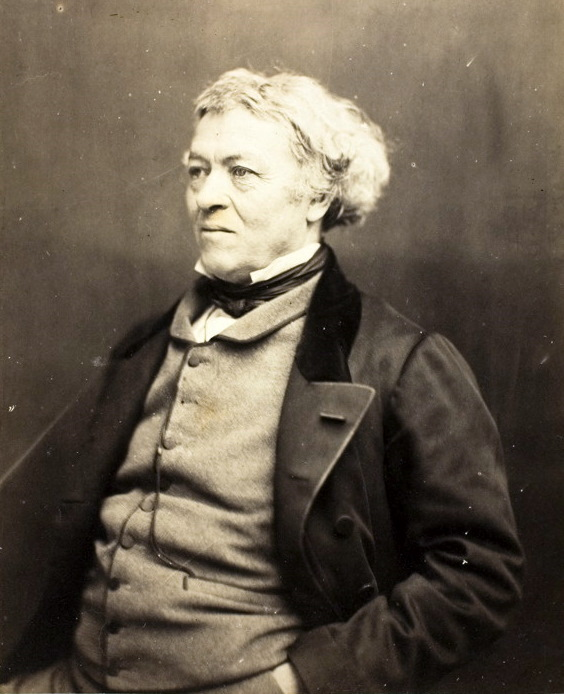
Камиль Коро

Тем не менее, обучение Писсарро у Коро, который в русскоязычных публикациях иногда ошибочно называется его первым учителем, и тогда началось не сразу. Писсарро работал в мастерской Антона Мельби, изучал работы других художников, из которых на него произвели немалое впечатление Курбе, Добиньи и Милле, а также посещал занятия, которые разные знаменитые мастера проводили в те дни в Школе изящных искусств и в Академии Сюиса. Однако, в конце концов, Писсарро, как утверждает историк искусства Джон Ревальд, нашёл их методы обучения «удушающими», и лишь после этого начал обучаться у Коро.
В этот период Писсарро начал понимать и ценить важность выражения на холсте красоты природы без «ретуши» и условностей. После года, проведённого в Париже, он начал покидать город и рисовать сельские сцены непосредственно на месте, на пленэре, чтобы запечатлеть повседневные реалии деревенской жизни. В отличие от художников, искавших вдохновения в морских пейзажах, изображениях скал или руин, Писсарро считал обыкновенную французскую сельскую местность достаточно живописной и достойной того, чтобы её изображали. В то время, сельские жители всё ещё активно занимались традиционным сельскохозяйственным трудом, но их уровень благосостояния при этом рос, так что некоторые историки даже называют ту эпоху «Золотым веком крестьянства». Если Коро завершал свои картины в своей студии, часто меняя пейзаж в соответствии со своими предубеждениями, то Писсарро предпочитал и начинать и заканчивать свои картины на открытом воздухе, часто в один приём, что придавало его работам большую реалистичность. В результате, некоторые современники критиковали искусство Писсарро, как «вульгарное», потому что он рисовал то, что видел: «сборную солянку из кустов, холмов и деревьев». По мнению одного из сегодняшних авторов, такая трактовка художником пейзажа воспринималась современниками также, как мы бы сегодня восприняли картины с реалистичным изображением городских свалок. Эта разница в стилях вызвала разногласия между Писсарро и Коро.
В 1859 году, посещая бесплатную художественную Академию Сюиса, Писсарро подружился с рядом молодых художников, которые, также как и он, предпочли рисовать в более реалистичном стиле. Среди них были Клод Моне, Арман Гийомен и Поль Сезанн. Общим для них было недовольство диктатом Парижского Салона, который отвечал за проведение наиболее значительных, не только в Париже, но и во всей Европе, ежегодных «отчётных» художественных выставок. Работы Сезанна в то время высмеивались другими художниками, и, как пишет Ревальд, Сезанн «до конца жизни не забывал сочувствия и понимания, с которым к нему отнёсся Писсарро».
Писсарро согласился с идеей своих новых друзей о важности изображения людей в естественных условиях, и выразил неприязнь к каким-либо формам искусственности или преувеличественности в живописи, как того требовал для своих экспонатов Салон. В 1863 году почти все картины группы были отклонены Салоном, после чего французский император Наполеон III вместо этого решил позволить им провести отдельную выставку, которая получила название Салон отверженных. На этой выставке были представлены, в том числе, работы Писсарро и Сезанна. Выставку посетило большое число людей, однако, она вызвала, в целом, враждебную реакцию как со стороны представителей Салона, так и со стороны общественности.

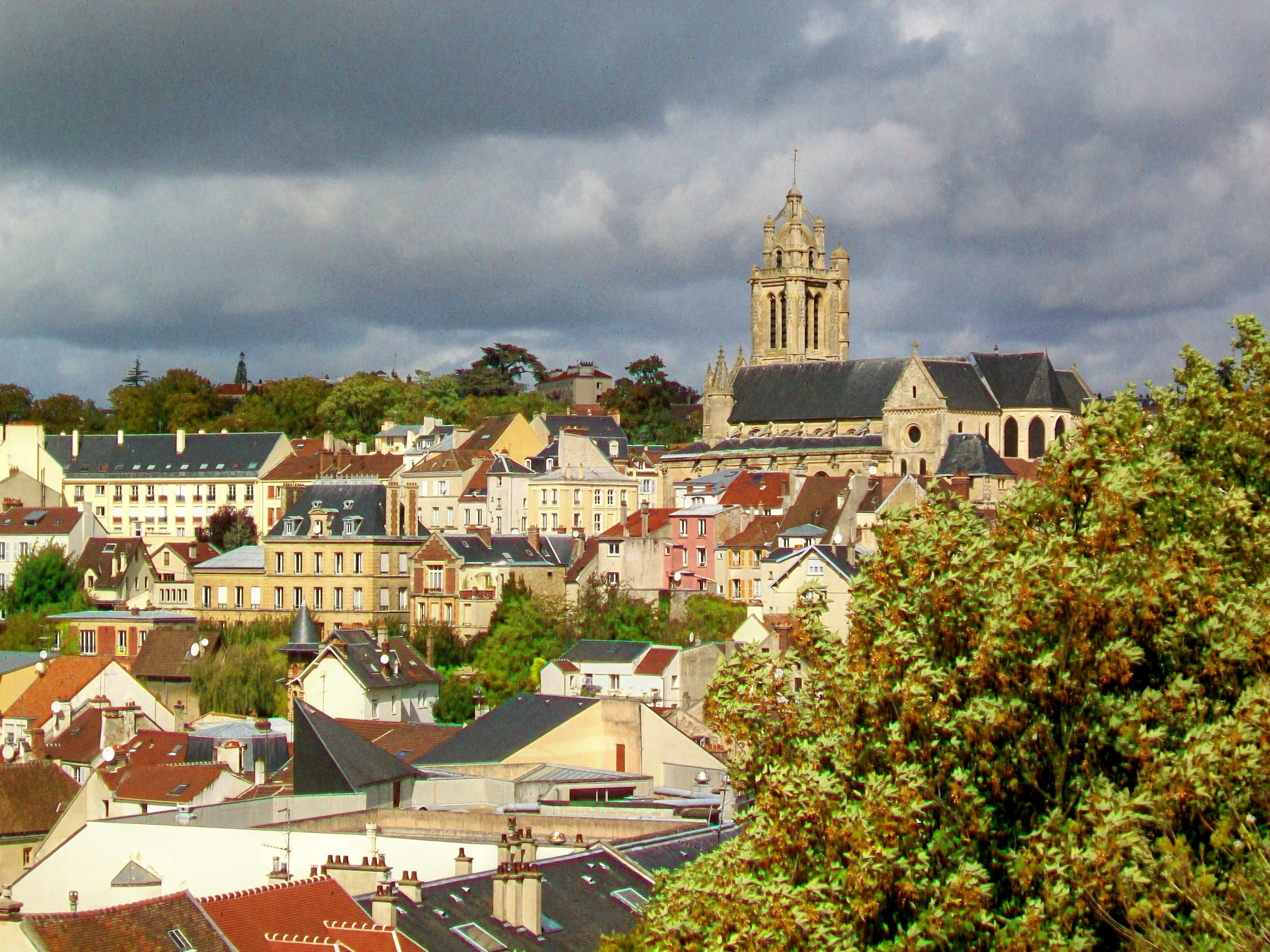
Современный вид города Понтуаза

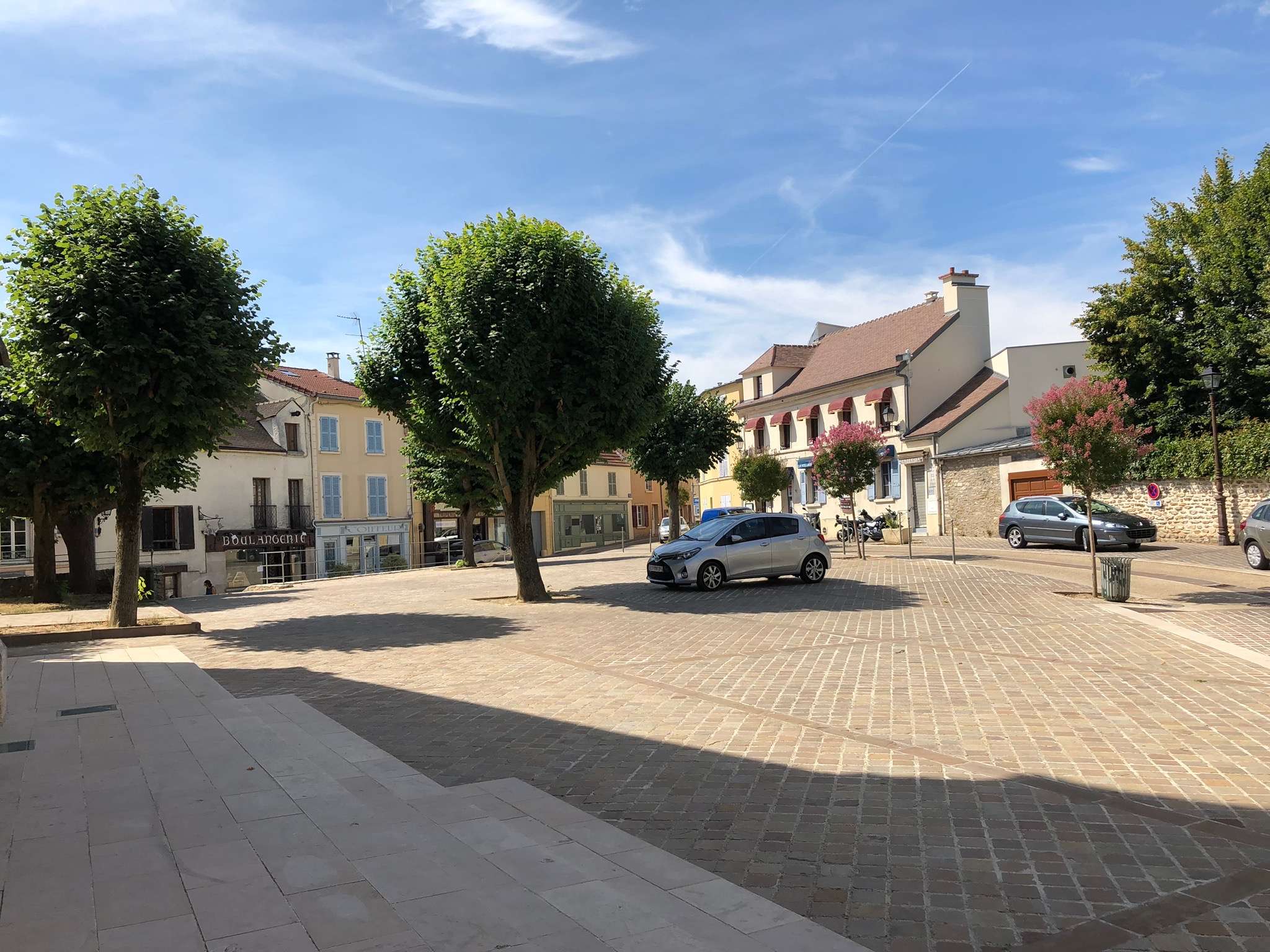
Городская площадь Лувесьена

На последующих выставках в Салоне 1865 и 1866 годов Писсарро признал влияние на своё искусство Мельби и Коро, которых назвал своими учителями в каталоге Салона. Однако, на выставке 1868 года он отказался признавать влияние на своё искусство других художников, заявив о своей художественной независимости. Это заметил писатель Эмиль Золя, который написал по этому поводу:

Камиль Писсарро — один из трёх или четырёх настоящих художников нашего времени… Я редко встречал художественную технику, которая была бы настолько совершенной.— Эмиль Золя
Приблизительно в это время, в возрасте около тридцати восьми лет Писсарро начал завоевывать себе репутацию пейзажиста, соперничающую с репутацией Коро и Добиньи.
В конце 1860-х или начале 1870-х годов Писсарро, как и другие импрессионисты, увлекся японскими гравюрами укиё-э, что подтолкнуло его к дальнейшим экспериментам.
В 1871 году он женился на горничной своей матери, у которой позже от него родилось семеро детей. Они жили за пределами Парижа, в Понтуазе, а затем в Лувесьене. В обоих местах Писсарро написал множество картин. Он также поддерживал связь с друзьями-художниками, оставшимися в Париже: с Моне, Ренуаром, Сезанном и Фредериком Базилем.

### Франко-прусская война и переезд в Англию
После начала франко-прусской войны 1870–1871 годов, имея только датское гражданство и не имея возможности  вступить во французскую армию, Писсарро переехал с семьёй в Норвуд, тогда небольшой городок на окраине Лондона. Однако вскоре он столкнулся с тем, что его живописный стиль не был понят в Англии. Вскоре, однако, Писсарро встретил в Лондоне парижского арт-дилера Поля Дюран-Рюэля, который стал помогать ему с продажей картин и в дальнейшем занимался этим большую часть своей жизни.
В Лондоне Писсарро и Моне, который также находился там, имели возможность познакомиться с оригиналами работ выдающегося британского художника Уильяма Тёрнера, которые подтвердили их веру в то, что работа под открытым небом даёт наиболее точное изображение света и атмосферы — эффект, который не мог быть достигнут в мастерской.
В картинах, созданных Писсарро в это время, он изображает пригороды Лондона, в особенности Норвуд, где он жил. Часть из этих картин сегодня можно увидеть в лондонских музеях.

### Возвращение во Францию
Вернувшись во Францию, Писсарро жил в Понтуазе с 1872 по 1884 год. В 1890 году он снова посетил Англию и написал около десяти картин со сценами лондонского Сити. Позднее Писсарро снова посещал Англию в 1892 и 1897 годах, и снова писал картины.
Однако это будет позже, а сперва художника, возвратившегося во Францию, постигло жестокое разочарование. Из почти полутора тысяч картин, которые он создал за 20 лет и оставил в своей мастерской, фактически уцелели только 40. Остальные были повреждены или уничтожены немецкими солдатами, которые квартировали в его доме и использовали их как коврики для ботинок. Из-за того, что наследие Писсарро предвоенного периода в значительной степени оказалось утрачено, степень его непосредственного вклада в становление импрессионизма как стиля не прояснена до конца.

### Продолжение сотрудничества с импрессионистами
Вскоре после возвращения Писсарро восстановил дружеские отношения с другими художниками-импрессионистами, включая Сезанна, Моне, Мане, Ренуара и Дега. Теперь Писсарро выразил группе свое мнение о том, что им нужна полноценная альтернатива Салону, чтобы иметь возможность демонстрировать свои работы без каких-либо ограничений. Результатом этого стало создание художественной группы  «Société Anonyme des Artistes, Peintres, Sculpteurs et Graveurs», в которую вошли пятнадцать художников. Писсарро написал первый устав группы и стал «стержневой» фигурой в её создании. Один из комментаторов отметил, что 43-летний Писсарро с его преждевременно поседевшей густой бородой считался «мудрым старейшиной и отцом». Тем не менее, он мог работать на равных с другими художниками благодаря своему юношескому темпераменту.
В следующем году, в 1874 году, группа провела свою первую выставку «импрессионистов», которая шокировала и ужаснула критиков. Сюжеты картин показались критикам вульгарными и банальными, манера живописи — слишком схематичной и как будто бы незавершённой, а скорость работы импрессионистов, нередко создававших картины за один приём, воспринималась едва ли не как оскорбление традиций ремесла других художников.
Писсарро показал на выставке пять своих картин, все пейзажи, и снова Эмиль Золя похвалил его искусство и искусство других художников. Другие, однако, не были столь благосклонны. Во время выставки импрессионистов 1876 года критик Альберт Вольф жаловался в своей рецензии: «Попытайтесь заставить месье Писсарро понять, что деревья не фиолетовые…». С другой стороны, авторитет Писсарро среди друзей-импрессионистов оставался неизменно высок. Американская художница Мэри Кассат, рано присоединившаяся к импрессионистам, писала о нём: «Нежный Камиль Писсарро мог бы научить рисовать даже камни».

### Переход к пуантилизму

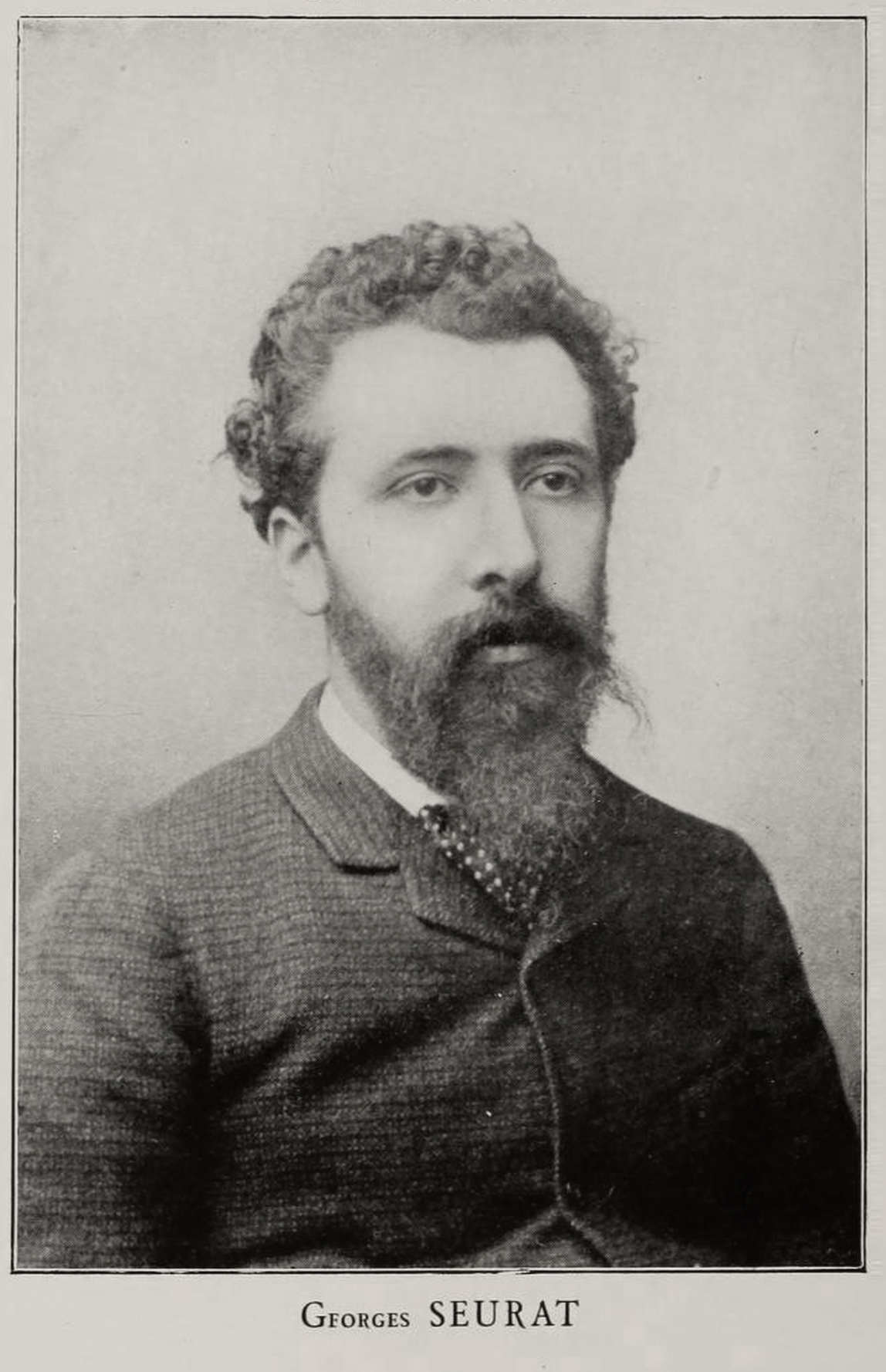
Жорж Сёра

К 1880-м годам некоторым импрессионистам стало казаться, что их движение уже исчерпало себя. В этот период Писсарро начал исследовать новые темы и методы живописи, чтобы вырваться из того, что, по его мнению, уже становилось художественной «трясиной». В результате Писсарро вернулся к своим прежним темам, изображая жизнь деревенских жителей, подобно тому, как делал это в юности в Венесуэле. Писсарро намеревался «просвещать публику», изображая людей на работе или дома в реалистичной обстановке, не идеализируя их жизнь. Пьер-Огюст Ренуар в 1882 году назвал работы Писсарро того периода «революционными» в своей попытке изобразить «простого человека». Его палитра свелась в тот период к четырём основным цветам.
Ближе к середине 1880-х годов Писсарро познакомился с молодыми художниками Сёра и Синьяком, которые создали новую живописную технику, состоявшую в нанесении изображения маленькими пятнами чистых цветов и получившую название пуантилизм. В этой технике Писсарро работал с 1885 по 1888 год. Картины, получившиеся в результате, заметно отличались от «традиционных» работ импрессионистов, и поэтому на выставке импрессионистов 1886 года были представлены в отдельном разделе, вместе с работами Сёра, Синьяка и сына художника Люсьена Писсарро.
Работы художника считались «исключением» из восьмой выставки. Иоахим Писсарро отмечал, что практически каждый рецензент, комментировавший работу Писсарро, обратил внимание на его «необычайную способность изменять свое искусство, пересматривать свою позицию и принимать новые вызовы». Один критик писал: «Трудно говорить о Камиле Писсарро… Перед нами боец из далекого прошлого, мастер, который постоянно растёт и мужественно приспосабливается к новым художественным теориям».
Сам Писсарро в то время характеризовал пуантилизм как «новый этап в логическом развитии импрессионизма». Однако он был единственным среди «старых» импрессионистов, кто отнёсся к пуантилизму подобным образом. Иоахим Писсарро утверждает, что таким образом Писсарро стал «единственным художником, который перешел от импрессионизма к неоимпрессионизму.
В 1884 году торговец произведениями искусства Тео Ван Гог спросил Писсарро, примет ли он его старшего брата Винсента в качестве жильца в своем доме. Люсьен Писсарро писал, что его отец был впечатлен работами Ван Гога и «предвидел славу этого художника», который был на 23 года моложе него. Писсарро, по мнению его сына Люсьена, объяснял Ван Гогу различные способы поиска и выражения света и цвета, идеи, которые тот позже использовал в своих картинах.

### Возвращение к импрессионизму
В конце концов Писсарро отвернулся от неоимпрессионизма. Однако, после возвращения к прежнему стилю, его работы стали, по словам Ревальда, «более утонченными, его цветовая схема — более изысканной, его рисунок — более твердым…».
Но это изменение также усугубило постоянные финансовые трудности Писсарро. Хотя он не был настолько беден, чтобы совсем не иметь средств к существованию, современники резонно предполагали, что даже незначительная уступчивость в отношении вкусов публики, могла бы материально обогатить художника, если бы сам Писсарро пожелал этого. Однако художник этого не желал. Его «упрямая храбрость и упорство», пишет Иоахим Писсарро, объяснялись его «отсутствием страха перед немедленными последствиями» его стилистических решений. Кроме того, его работа была достаточно сильной страстью, чтобы «поддержать его моральный дух и продлить его жизнь», — пишет он. Его современники-импрессионисты рассматривали его независимость как «признак внутренней целостности» и обращались к нему за советом, называя его «Пер Писсарро» (папаша Писсарро).
В более пожилом возрасте Писсарро страдал от глазной инфекции, из-за которой он не мог работать на открытом воздухе, кроме как в теплую погоду. Из-за этого он начал рисовать уличные сцены, сидя у окна гостиничных номеров. Он часто выбирал гостиничные номера на верхних этажах, чтобы получить более широкий обзор. Он путешествовал по северной Франции и рисовал в отелях в Руане, Париже, Гавре и Дьепе. Во время своих визитов в Лондон он делал то же самое.
Писсарро умер в Париже 13 ноября 1903 года и был похоронен на кладбище Пер-Лашез.

### Наследие и влияние

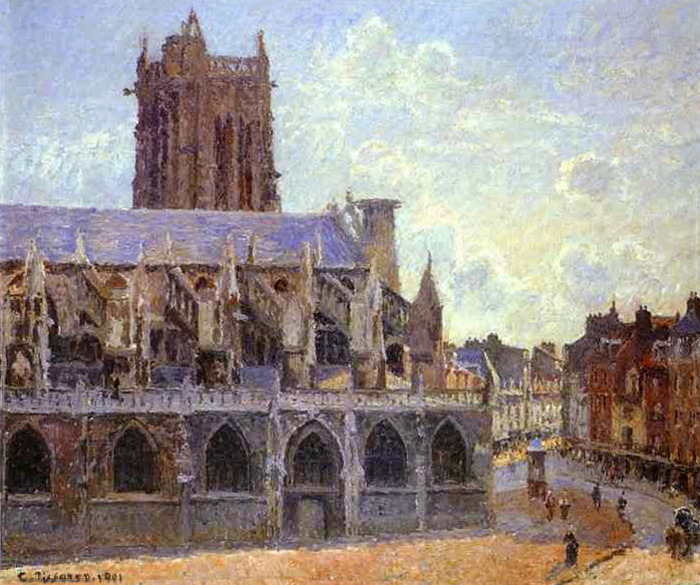
Церковь Сен-Жак в Дьепе. Музей Орсе.

В период, когда Писсарро выставлял свои работы, искусствовед Арман Сильвестр называл Писсарро «самым настоящим из импрессионистов». 
Его работы также были описаны историком искусства Дайан Келдер как выражение «того же тихого достоинства, искренности и стойкости, которые отличали и его личность». Она добавляет, что «ни один из членов группы не сделал больше для урегулирования междоусобных споров, которые временами угрожали разорвать отношения между художниками, и никто не был более прилежным сторонником новой живописи, чем он».
По словам сына Писсарро, Люсьена, его отец регулярно рисовал вместе с Сезанном, начиная с 1872 года. Сезанн, хотя он был всего на девять лет младше Писсарро, говорил про него: «он был для меня как отец. Он был человеком, с которым нужно советоваться».
Люсьена Писсарро обучал рисованию его отец, и он описал его как «великолепного учителя, который никогда не довлел своей личностью над своим учеником». Гоген, который также учился у него, называл Писсарро «силой, с которой будущим художникам придется считаться». Историк искусства Дайан Келдер отмечает, что именно Писсарро познакомил Гогена, который тогда был молодым биржевым маклером, учившимся на художника, с Дега и Сезанном.
При жизни Камиль Писсарро продал не так много своих картин. Однако к XXI веку его картины продавались за миллионы. Аукционный рекорд художника был установлен 6 ноября 2007 года на аукционе Christie's в Нью-Йорке, где группа из четырёх картин была продана за 14 600 000 долларов. В феврале 2014 года картина Писсарро «бульвар Монмартр» 1897 года, первоначально принадлежавшая немецкому промышленнику и жертве Холокоста Максу Зильбербергу, была продана на аукционе Sotheby's в Лондоне за 19,9 миллиона фунтов стерлингов, чем был побит предшествующий рекорд.
По своим политическим взглядам Писсарро был убеждённым анархистом и оказывал регулярную помощь деньгами анархистским изданиям и самим анархистам во Франции и Бельгии. Впрочем, на творчество Писсарро анархизм не оказал никакого влияния.

## Творчество

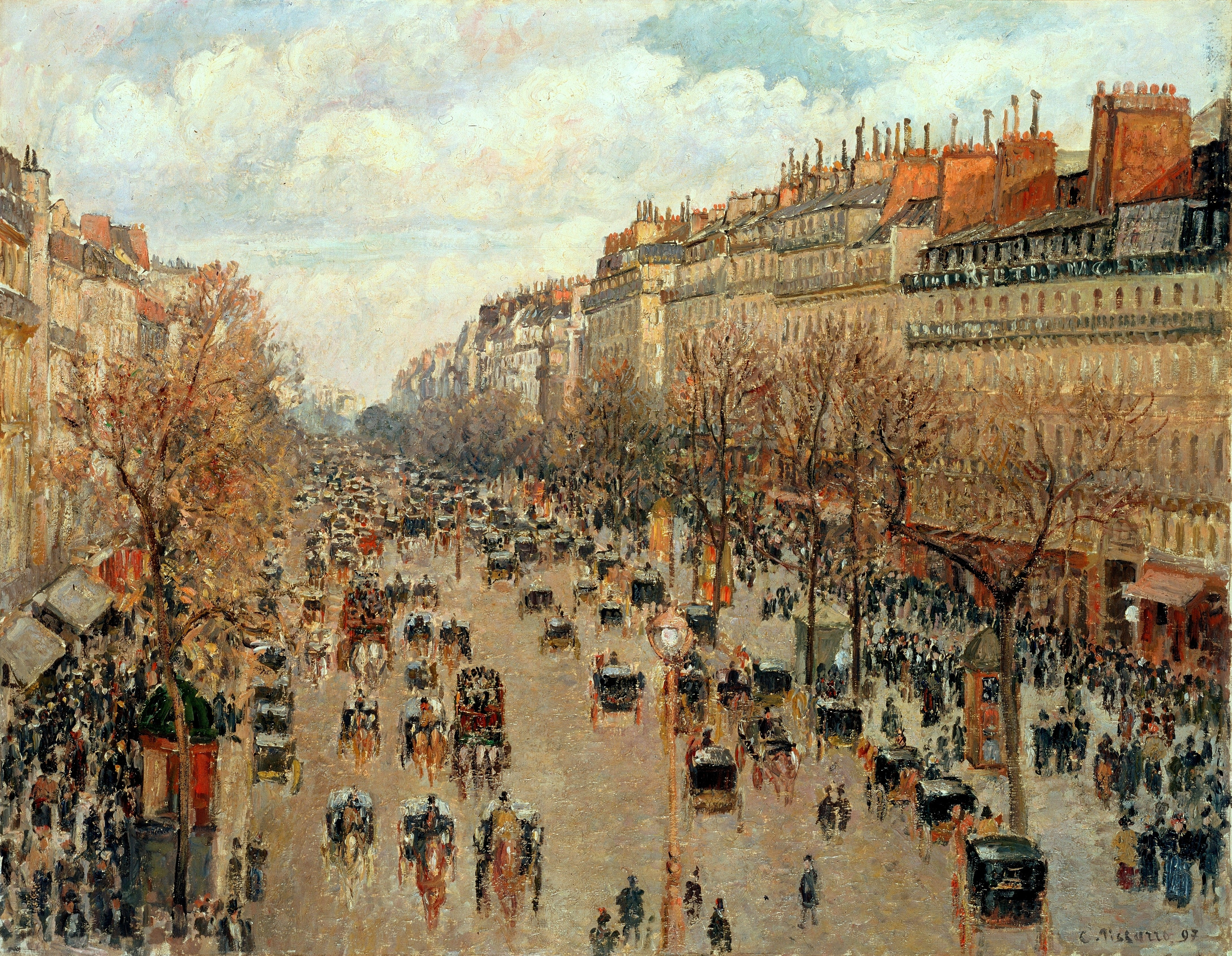
«Бульвар Монмартр в Париже
» (1897)

Под влиянием Коро, уже в относительно ранних работах художник особое внимание уделял изображению освещённых предметов в воздушной среде. Свет и воздух стали с тех пор ведущей темой в творчестве Писсарро.
Постепенно Писсарро стал освобождаться от влияния Коро, у него созревал собственный стиль. С 1866 года палитра художника становится светлее, доминантой его сюжета становится пространство, пронизанное солнечным светом и лёгким воздухом, а свойственные Коро нейтральные тона исчезают.
Работы, прославившие Писсарро, — это сочетание традиционных пейзажных сюжетов и необычной техники в прорисовке света и освещённых предметов. Картины зрелого Писсарро написаны плотными мазками и наполнены тем физическим ощущением света, выразить которое он стремился.
После знакомства с Жорж-Пьером Сёра в 1890 году Писарро увлёкся техникой пуантилизма (раздельного наложения мазков). Но эти работы очень плохо продавались. К тому же то, что хотел передать с помощью этой техники Писсарро, постепенно исчерпало себя и перестало приносить ему художественное удовлетворение. Писсарро вернулся к своей обычной манере.
В последние годы жизни у Камиля Писсарро заметно испортилось зрение. Несмотря на это, он продолжал работу и создал серию видов Парижа, наполненных великолепными художественными эмоциями. Необычный ракурс этих полотен объясняется тем, что художник писал их не на улице, а из гостиничных номеров. Эта серия стала одним из высших достижений импрессионизма в передаче света и атмосферных эффектов и во многом его общеизвестным символом.
Писсарро писал также акварелью и создал немало офортов и литографий. Для литографий он даже купил специальный станок и установил его в своём доме.

## Галерея

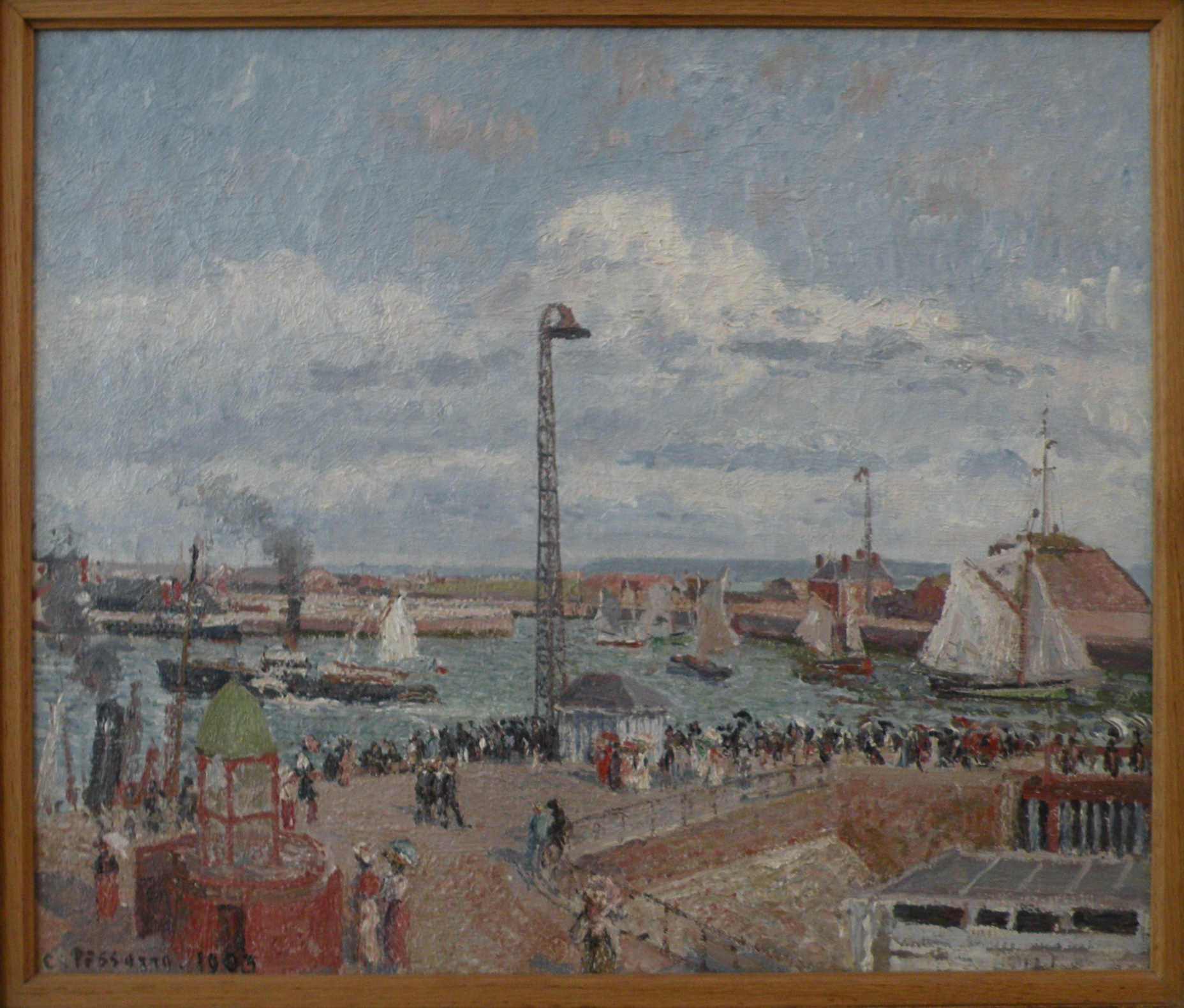
Лоцманский пирс в Гавре, 1903, Гавр, Музей современного искусства Андре Мальро.
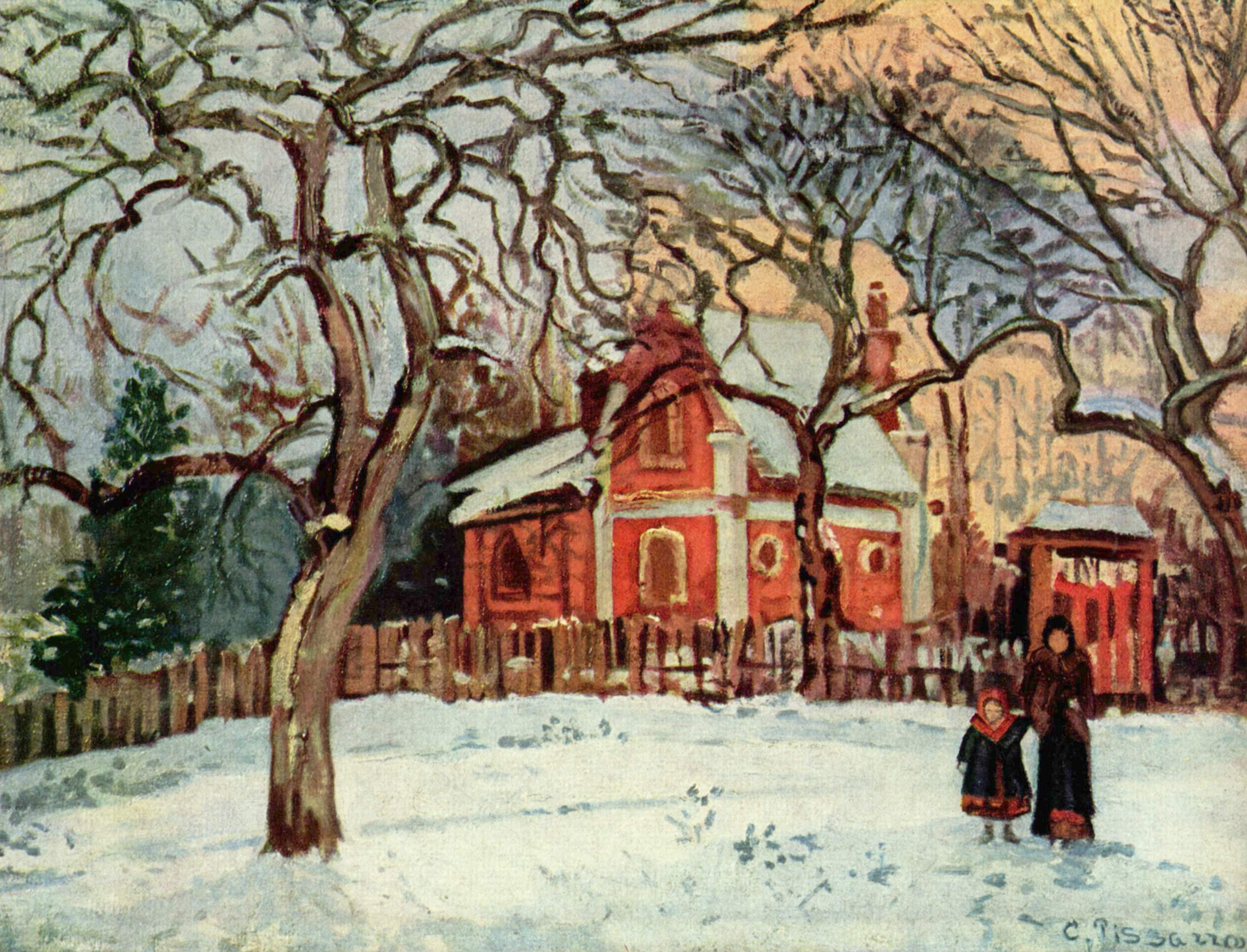
Каштаны в Лувесьене, vers 1870, Париж, Музей Орсе.
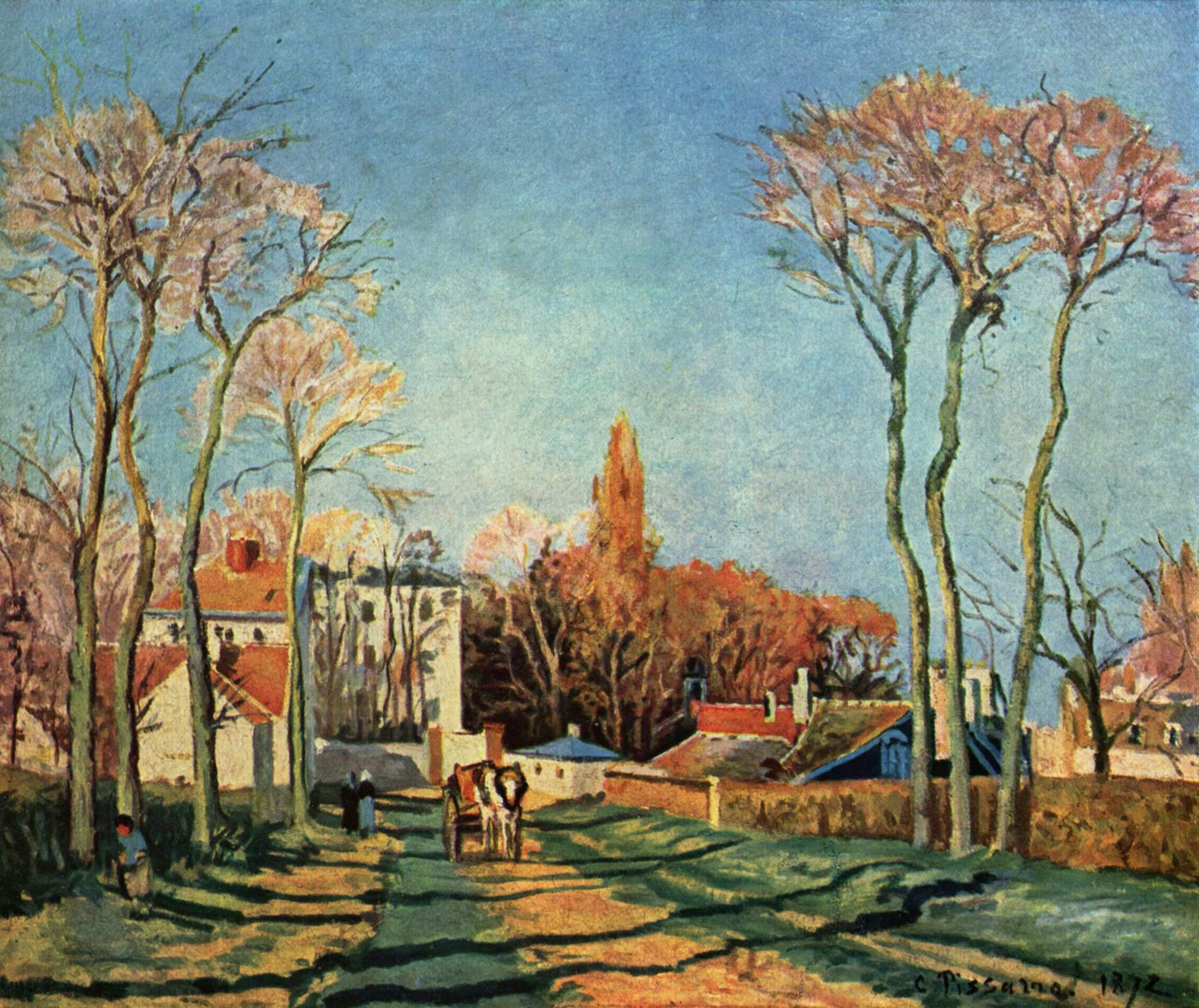
Въезд в деревню Вуазен, 1872, Париж, Музей Орсе.
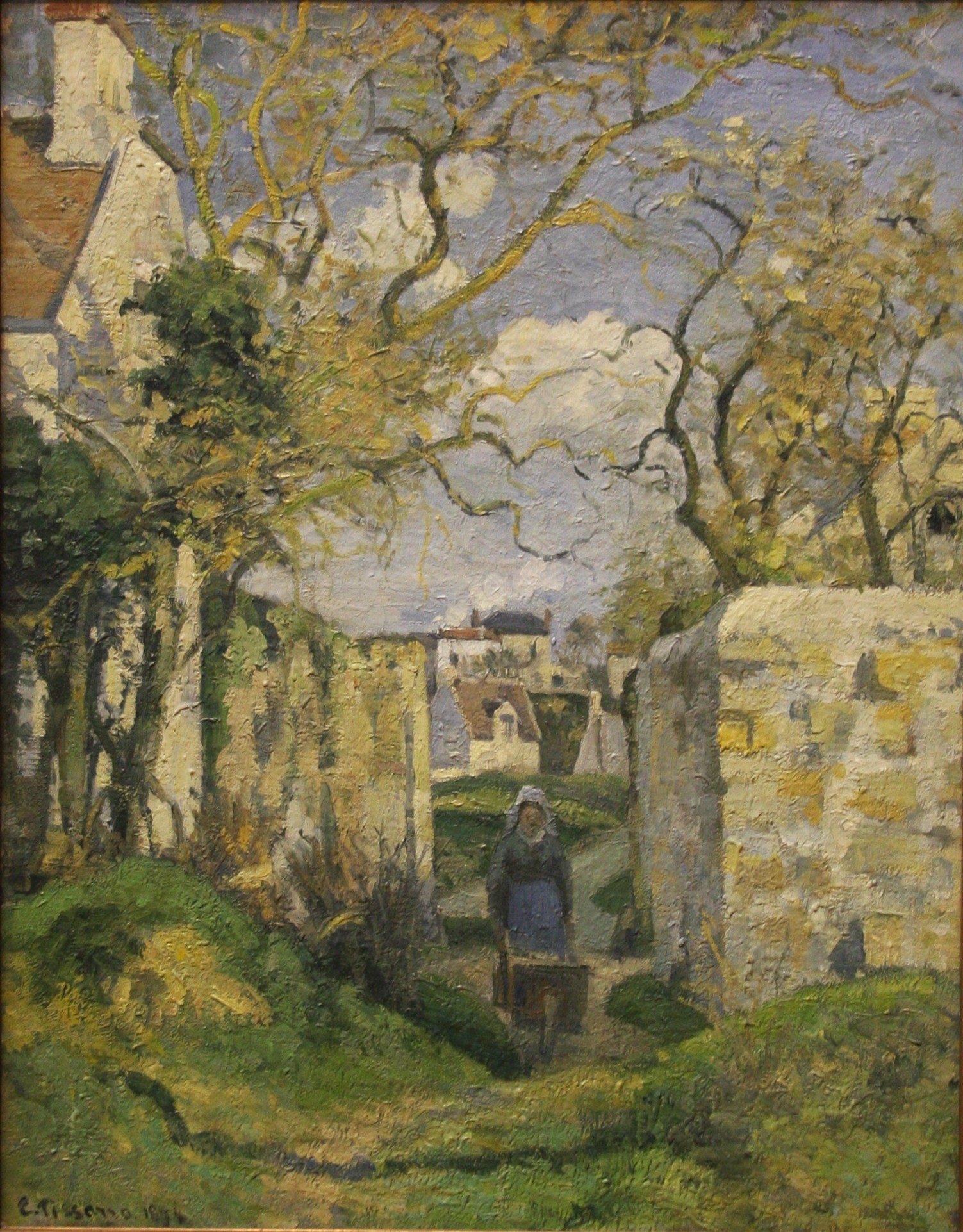
Крестьянка с тележкой, 1874 (Дом Рондес, Понтуаз). Стокгольм, Национальный музей Швеции.
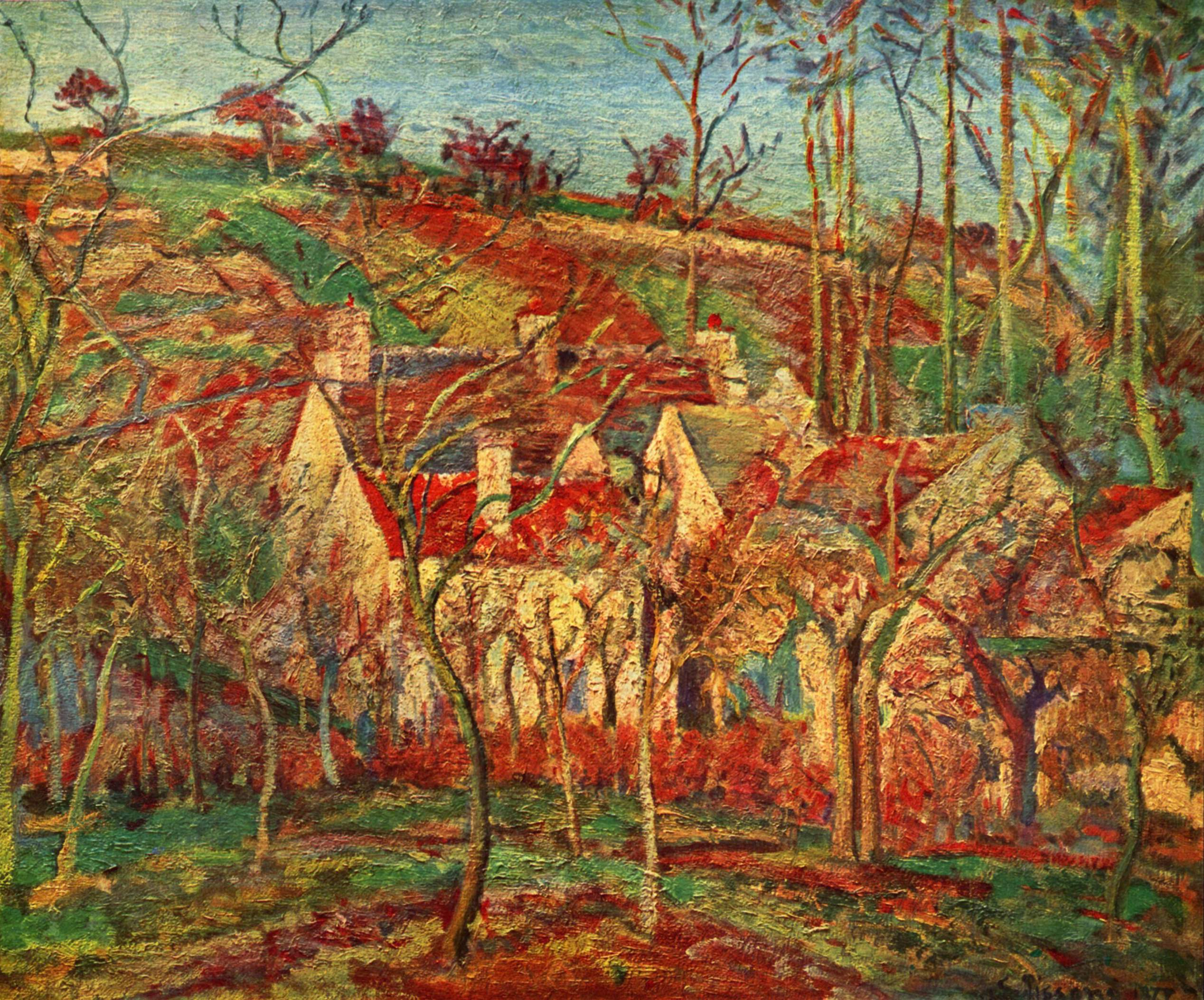
Красные крыши в углу деревни зимой, 1877 (Кот-Сен-Дени, Понтуаз). Париж, Музей Орсе.
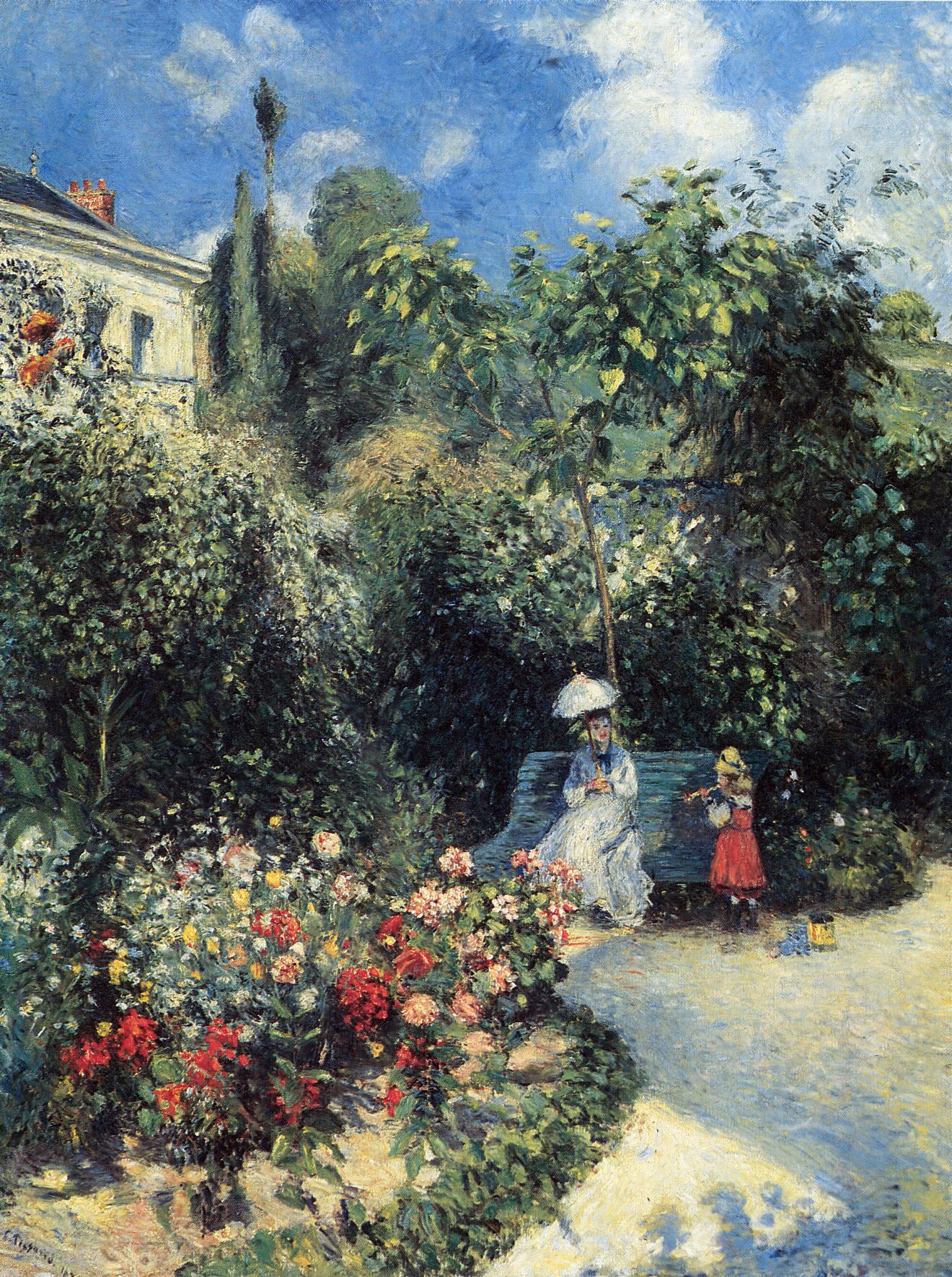
Фруктовый сад в Понтуазе, 1877, частная коллекция
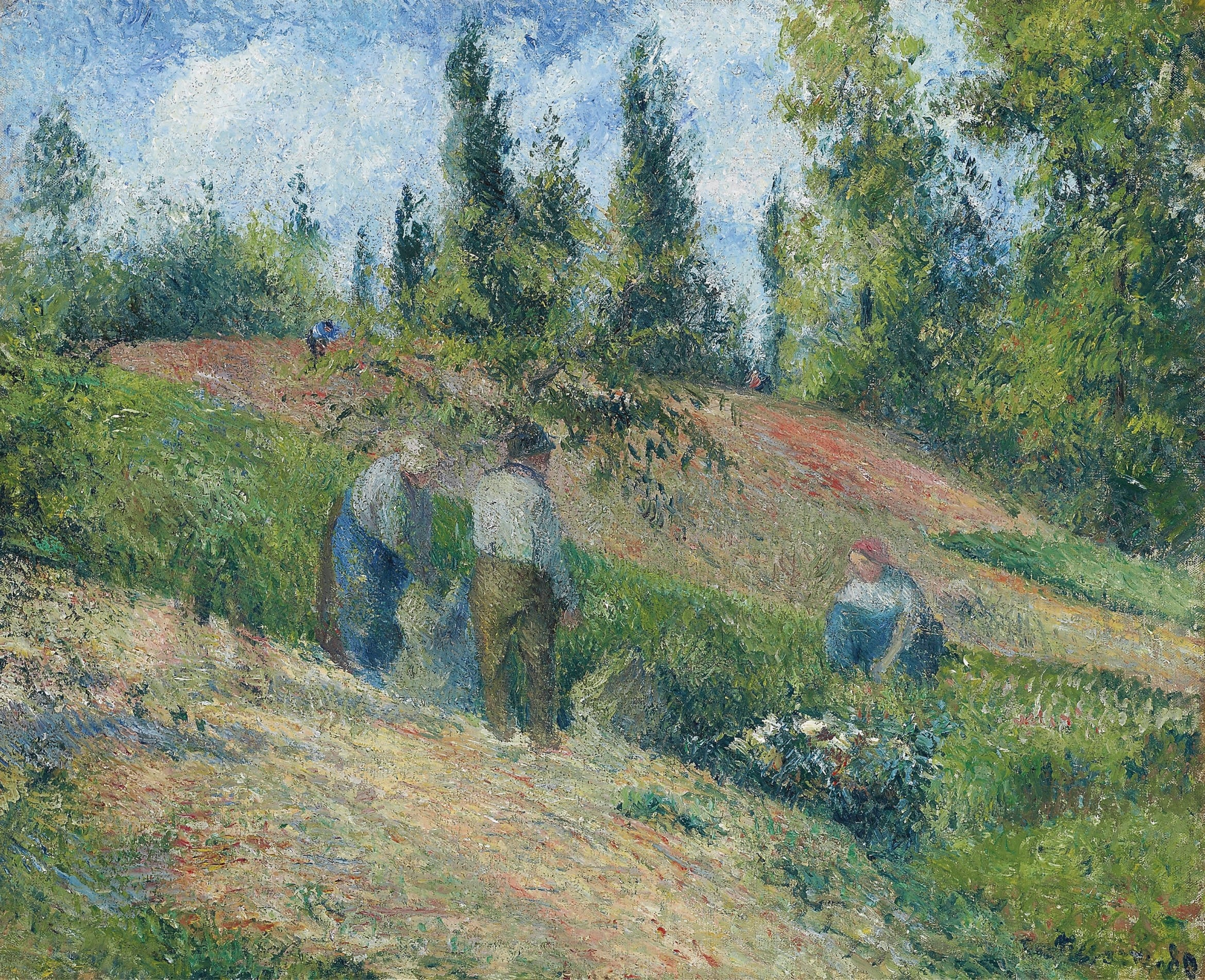
Урожай. Понтуаз, 1880, частная коллекция
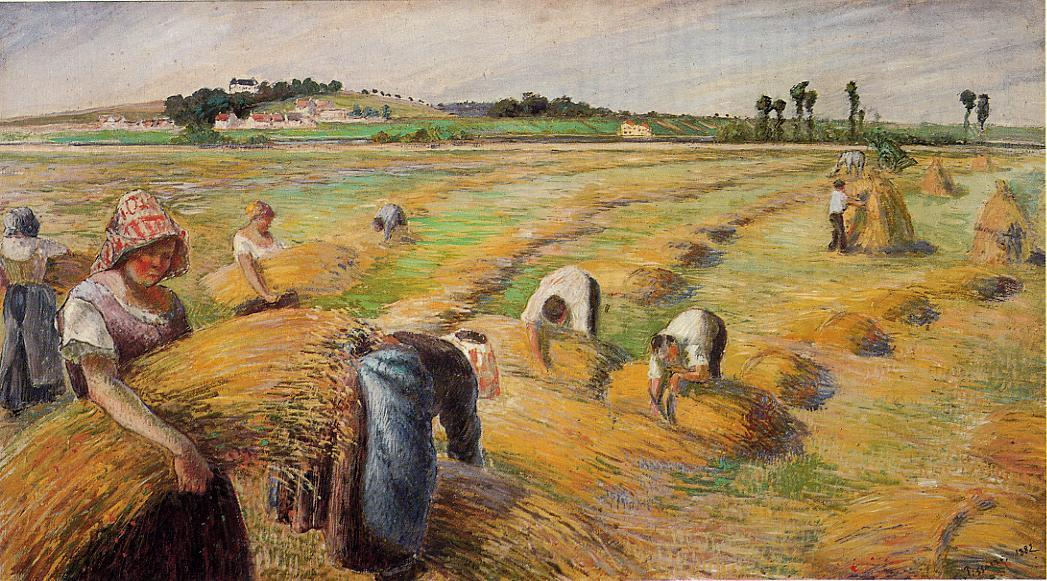
Урожай, 1882, Токио, Художественный музей Бриджстоун.
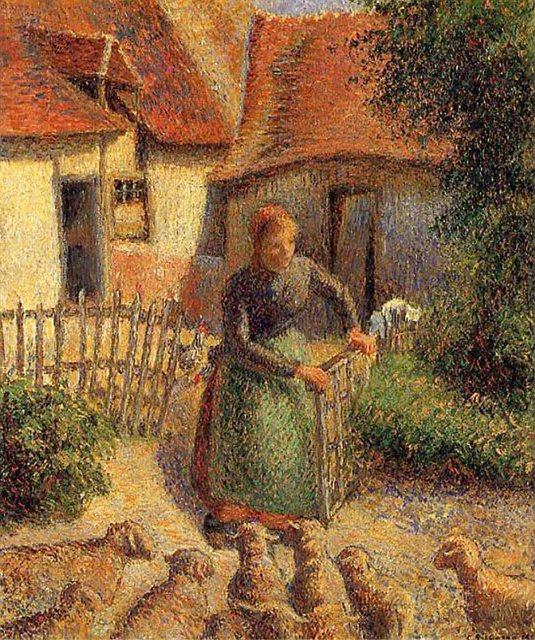
Пастушка, созывающая овец, 1886, Норман (Оклахома), Музей искусств Фреда Джонса младшего.
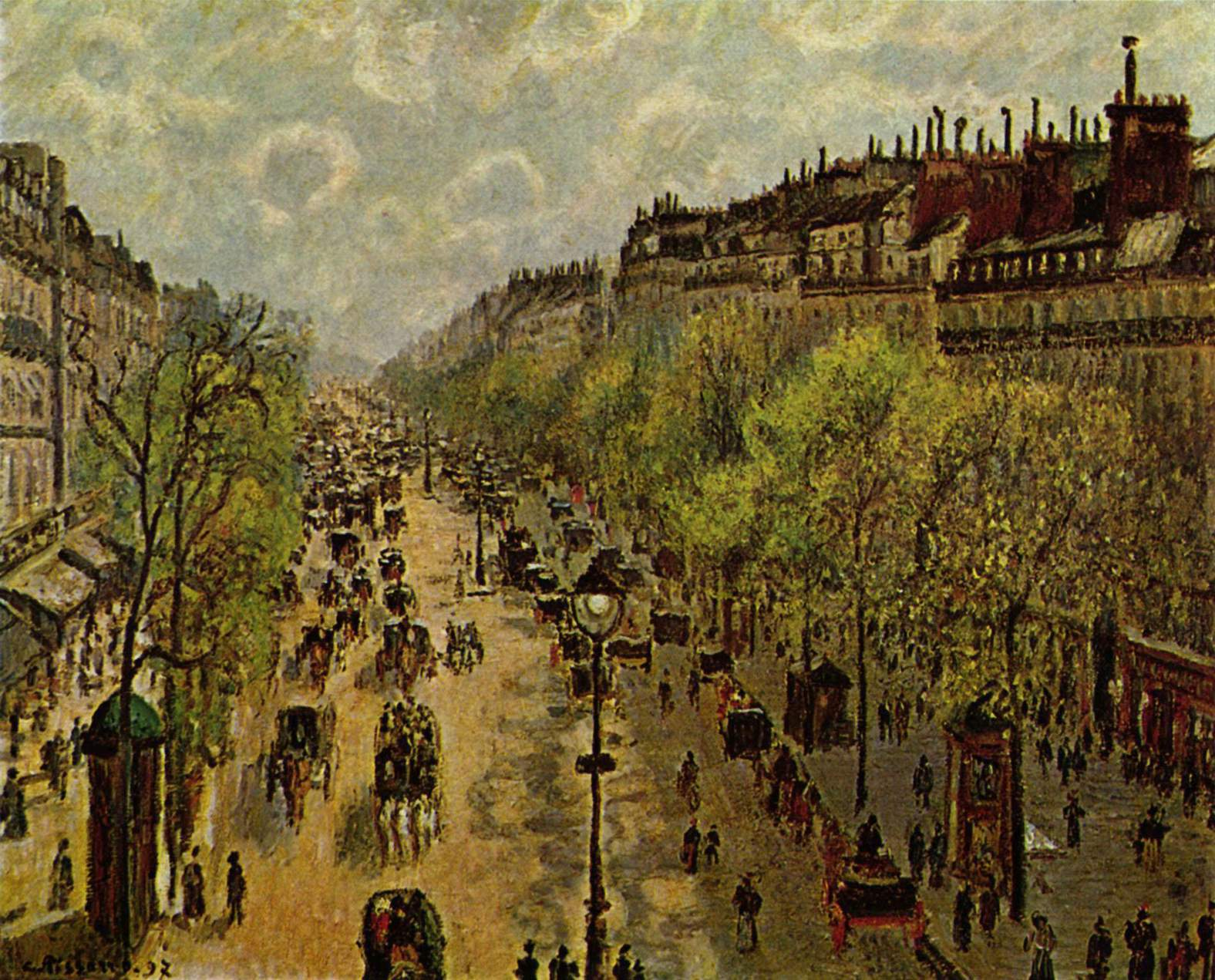
Бульвар Монмартр весной, 1897, Иерусалим, Израильский музей.
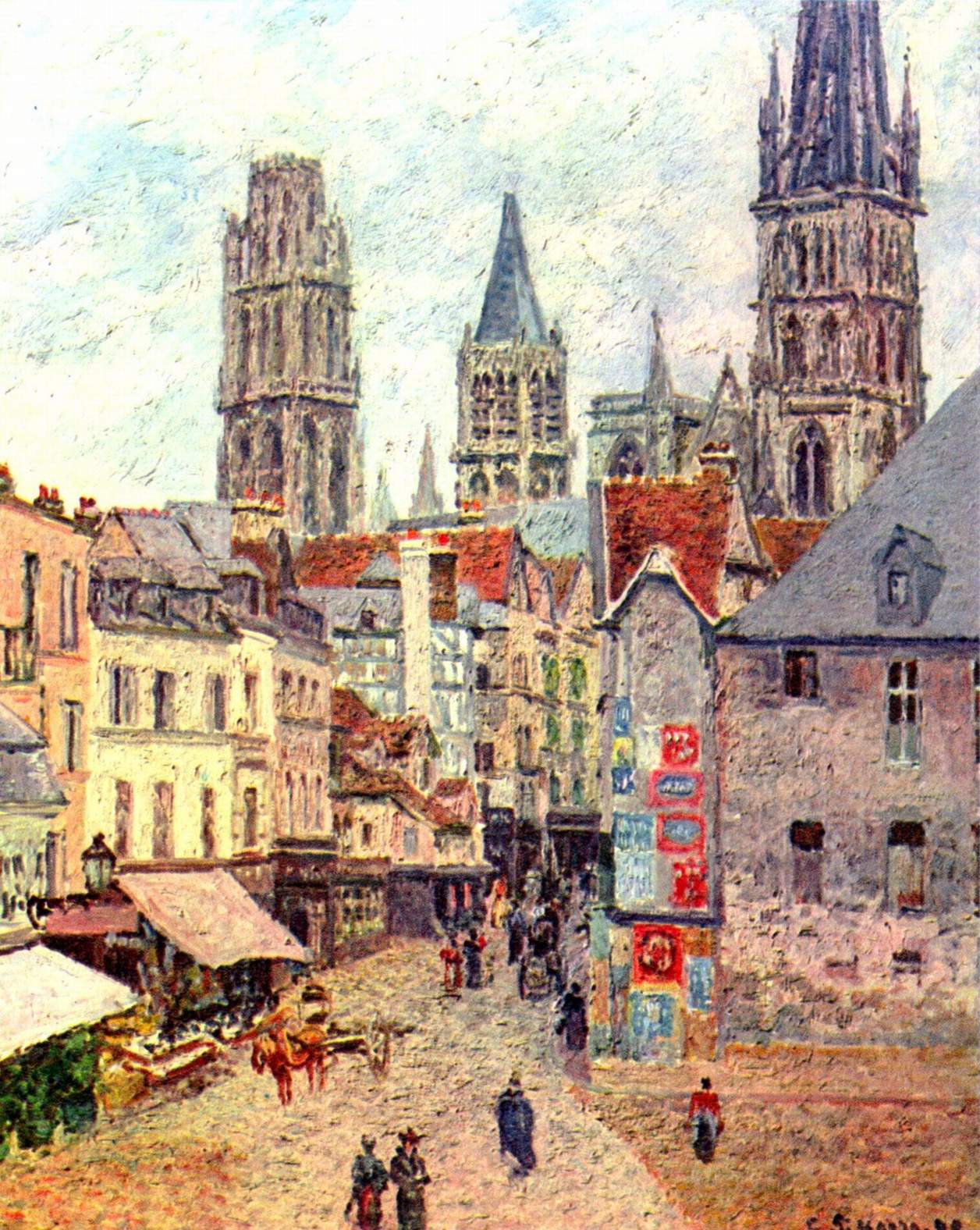
Улица Эписери, Руан, 1898, Норман (Оклахома), Музей искусств Фреда Джонса младшего.
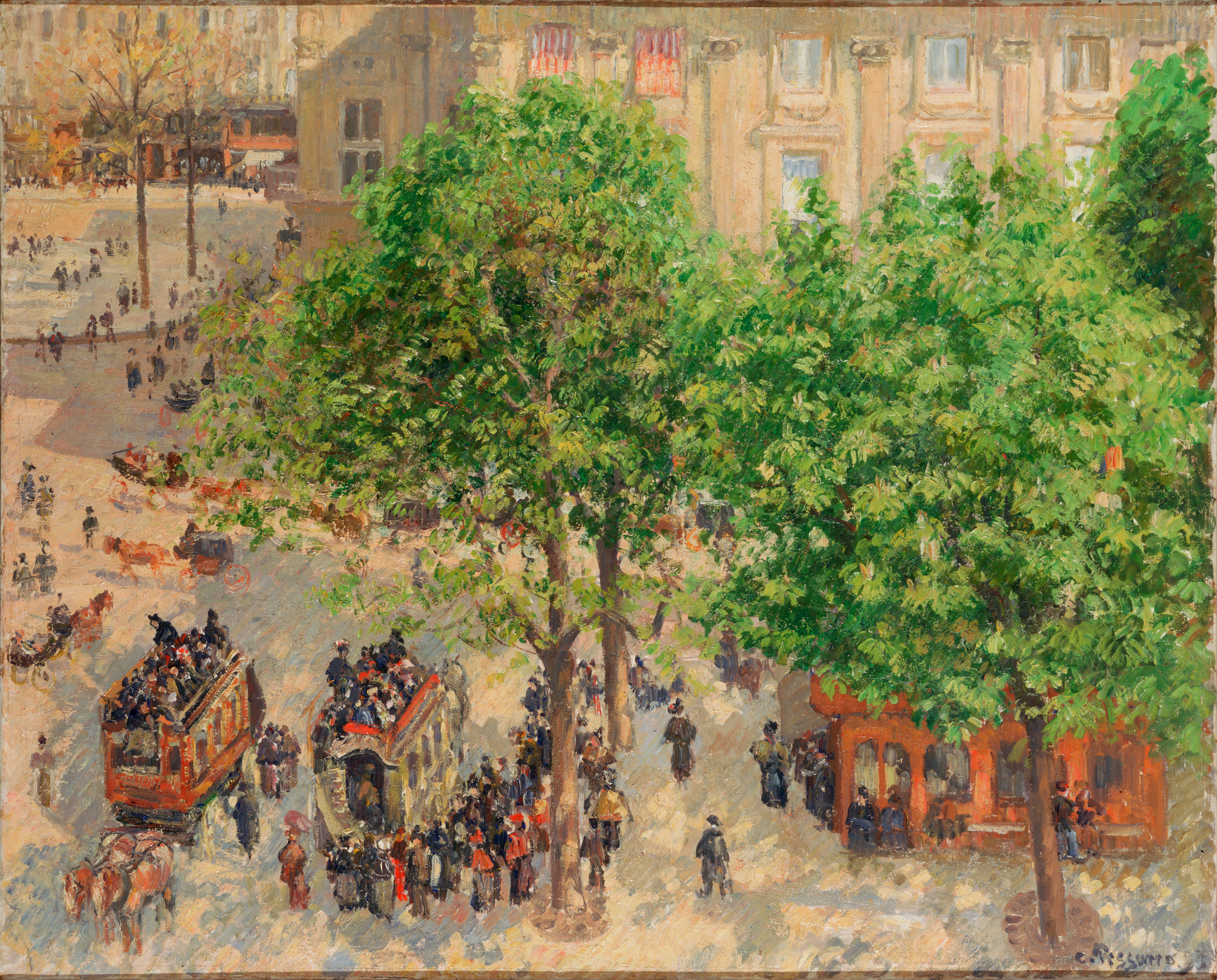
Площадь французского театра в Париже, 1898, Государственный Эрмитаж.
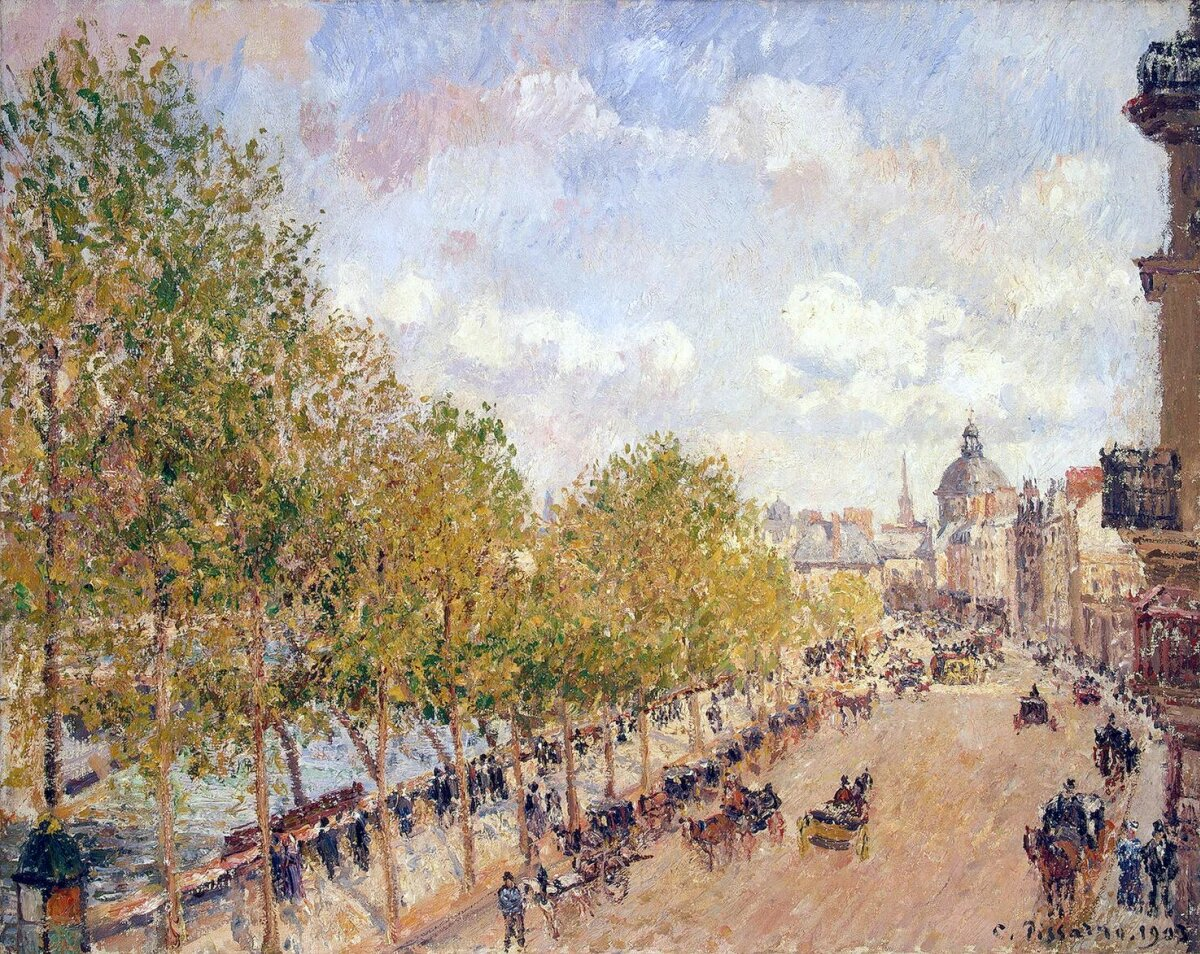
Набережная Малаке в солнечную погоду, 1903, Государственный Эрмитаж.
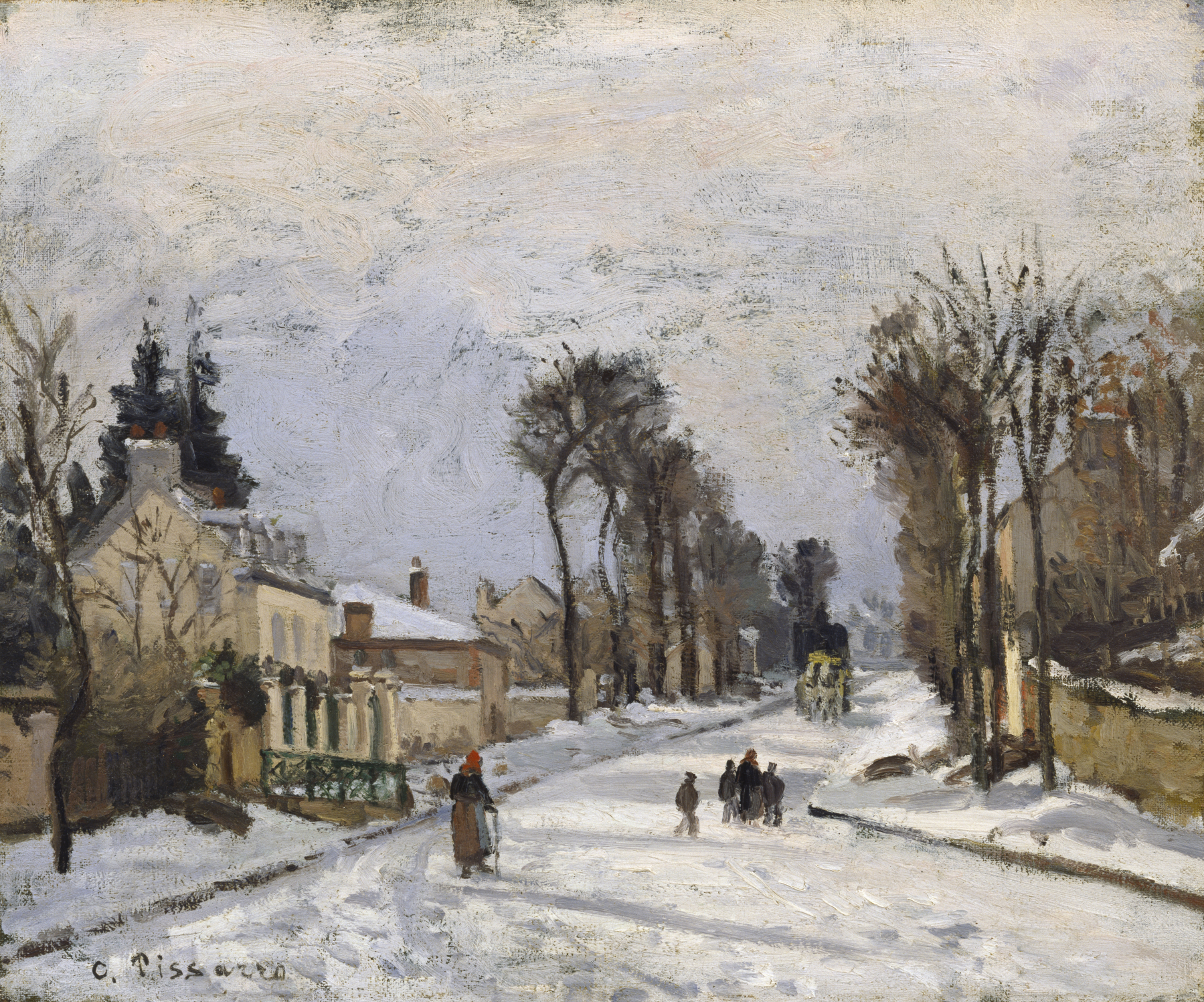
Дорога из Версаля в Лувесьен. Художественный музей Уолтерс, Балтимор, США.
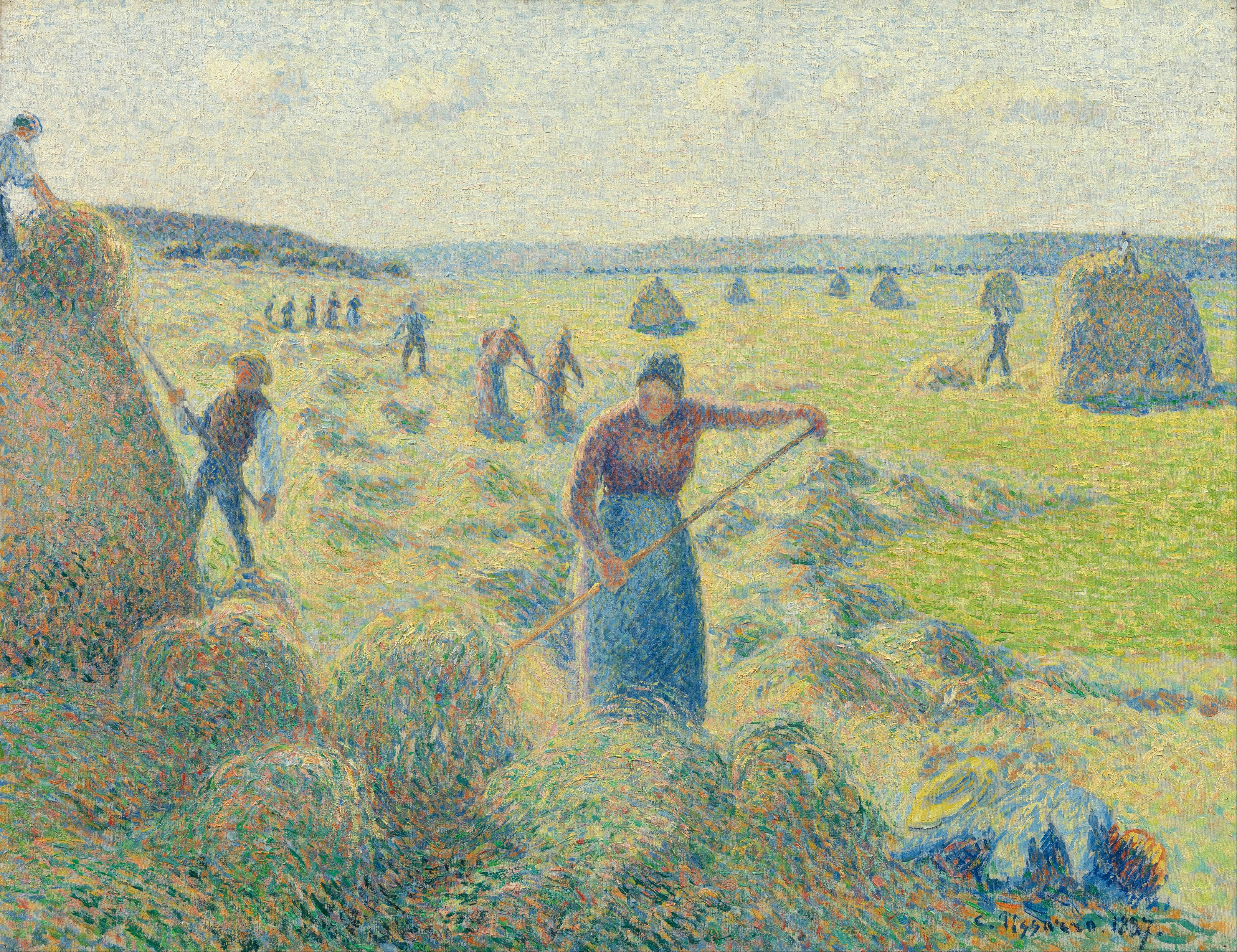
Урожай. Эраньи. Музей ван Гога, Амстердам.

### На русском языке
- Бродская Н. В. Импрессионизм: открытие света и цвета : 269 иллюстраций : [альбом] / Наталья Бродская. - Санкт-Петербург : Аврора, 2009. - 254, [2] с. : ил., портр., цв. ил., портр.; 33 см.; ISBN 978-5-7300-0878-6
- Камиль Писсарро. Письма. Критика. Воспоминания современников (пер. с франц. Е. Р. Классон; вступ. ст., сост. и примеч. К. Г. Богемской), М., Искусство, 1974
- Раздольская В. Искусство Франции второй половины XIX века. — Л.: Искусство. Ленинградское отделение, 1981. — 324 с. — (Очерки истории и теории изобразительных искусств).
- Ревалд, Джон. История импрессионизма / Пер. с англ. П. Мелковой. — М., Л.: Искусство, 1959. — 503 с.
- Ревалд, Джон. Постимпрессионизм. От Ван Гога до Гогена. — М.; Л.: Искусство, 1962. — 614 с.
- Юденич И. В., Пейзажи Писсарро в Эрмитаже. Л., 1963

### На иностранных языках
- Nathalia Brodskaya, Camille Pissarro, Parkstone International, 2011.
- Claire Durand-Ruel Snollaerts, Pissarro : Patriarche des impressionnistes, Paris, Gallimard, coll. « Découvertes Gallimard / Arts » (no 588), 2012, 128 p. ISBN 978-2-07-044970-5
- Claire Durand-Ruel Snollaerts (préf. Jacques-Sylvain Klein), Camille Pissarro : Rouen, peindre la ville, Rouen, Point de vues, 2013, 200 p. ISBN 978-2-915548-55-6
- Prix 2013 de l'Académie des sciences, belles-lettres et arts de Rouen.
- Claire Durand-Ruel Snollaerts et Joachim Pissarro, Catalogue critique des peintures, Milan, Paris, Skira, Wildenstein Institute, 2005, 1500 p. ISBN 978-88-7624-526-8
- Christophe Duvivier, Eva-Marina Froitzheim, Wolf Eiermann, Claire Durand-Ruel Snollaerts et Janine Bailly-Hertberg, Camille  Pissarro et les peintres de la vallée de l'Oise, Paris, Somogy éditions d'art, 2003, 173 p. ISBN 2-85056-682-9
- Sophie Monneret, L'Impressionnisme et son époque, vol. 2, t. I, Paris, Robert Laffont, 1987, 997 p. ISBN 2-221-05412-1
- Camille Pissarro (préf. Henri Mitterand), Turpitudes sociales, Paris/Cologny (Suisse), Presses universitaires de France, coll. «Sources», 2009, 128 p. ISBN 978-2-13-057574-0
- Pissarro L. R., Venturi L., Camille Pissarro, son art, son œuvre, v. 1-2, P., 1940;
- Joachim Pissarro (en), Camille Pissarro, Paris, Hermé, 1995. ISBN 978-2-86665-175-6
- John Rewald (trad. Christine Tissot-Delbos), Camille Pissarro, Ars mundi, 1989. ISBN 2-86901-052-4
- Laurent Wolf, «La géométrie sociale de Pissarro, peintre anarchiste», Le Temps, 17 avril 2017.
- «Pissarro, Camille (1830—1903), Painter, watercolourist, pastellist, draughtsman», notice du Dictionnaire Bénézit. ISBN 9780199899913
- (исп.) Juan Manuel Roca et Iván Darío Álvarez Escobar, Diccionario anarquista de emergencia, Bogota, Norma Editorial, 2008,, 276 p., p. 171-173. ISBN 978-958-45-0772-3